# Mapa (empresa)
Mapa (hebraico: מפה, lit. mapa) é uma companhia israelense de cartografia. Fundada em 1985 com o nome de Sifrei Tel-Aviv (lit. Livros Tel-Aviv), entrou no ramo de cartografia em 1994.
Eventualmente mudou-se exclusivamente para a cartografia, tornando-se o líder de mercado na cartografia para o setor público em 1995. Controlava cerca de 80% do mercado em 2005.
Em abril de 2007, a Mapa foi adquirida pela empresa GPS Ituran por US $ 13 milhões.